# Le Maître de cave
 (février 2016).
Si vous disposez d'ouvrages ou d'articles de référence ou si vous connaissez des sites web de qualité traitant du thème abordé ici, merci de compléter l'article en donnant les références utiles à sa vérifiabilité et en les liant à la section « Notes et références ».
Le Maître de cave est un roman de Patrick de Gmeline publié en 2015.

## Résumé
En 1916 pendant les bombardements, les Rémois vont dans les caves (anciennes crayères romaines) inondées. Rémy 4 est le 4e Rémy chef de cave dans sa famille chez Ruinart, plus vieille maison de champagne, créée en 1729 par Nicolas, alors négociant en drap qui confia ses vignes à Rémy 1. Thierry, frère de Nicolas était moine à l'abbaye d'Hautvillers où Dom Pérignon était cellérier. Vers 1760 Nicolas achète des caves et François, petit fils de Rémy 1, devient le 1er chef de cave. Vers 80 Antoine, fils de François, devient commercial de Claude, fils de Nicolas. En 1827 Edmond Ruinart va en Russie, grosse acheteuse, avec Rémy 2. Puis ils vont aux USA où ils rencontrent le président Adams. Rémy 2 est devenu aussi récoltant. En 1870, Ruinart combat sous les ordres de Rémy 3. Vers 1880, les Verzenay deviennent manipulants. À la suite du phylloxéra en 1899 les frères Chandon créent l'École pratique de viticulture. En 1882 le champagne est devenu appellation contrôlée. Le classement de 1908 ne retient que la Marne et l'Aisne mais les vendanges de 1908 à 1910 sont mauvaises et certains achètent du raisin aubois. Une loi vient l'interdire et les aubois se soulèvent en 1911, puis les marnais. L'Aube est classée Basse Champagne. En 1914 l'école et la vie se font dans les caves. Les vieux, les femmes et les ados font les vendanges. Reils est évacuée en 1915. En 1919 Rémy 4 créé sa maison. Sur les 14 000 maisons de Reims, 8 000 sont rasées et seules 20 sont intactes. En 1920 Rémy 5 épouse Élisabeth Morisson, fille de vigneron, et ils invitent tous les chefs de maison de Reims.